# Gyenge áltintagomba
A gyenge áltintagomba (Parasola plicatilis) a porhanyósgombafélék családjába tartozó, Európában és Észak-Amerikában honos, réteken, utak mentén, parkokban élő, nem ehető gombafaj. 

## Megjelenése
A gyenge áltintagomba kalapja 1-3 cm széles, fiatalon tojás alakú, majd domborúvá, végül laposra terül ki. Felülete sugarasan bordás, ráncos, vélummaradványok nincsenek rajta. Színe bézsbarnás, majd a közepéig kiszürkül, közepe azonban barnás marad. Idősen nem folyósodik el.
Húsa vékony, fehéres. Íze és szaga nem jellegzetes.  
Lemezei szabadon állók. Színük kezdetben fehér, majd a spórák érésével sötétszürkére, végül feketére változik. 
Tönkje 3,5-10 cm magas és max. 0,2 cm vastag. Alakja hengeres, töve kissé megvastagodott. Nagyon törékeny, belül üreges. Kissé áttetsző, fehéres, lefelé sötétedő, okkerbarnás felülete végig deres.
Spórapora fekete. Spórája szögletes tojásdad vagy citrom alakú, sima, mérete 10-15 x 8-11 µm.

### Hasonló fajok
A sárgásbarna áltintagomba és a szöszös áltintagomba hasonlít hozzá.  

## Elterjedése és termőhelye
Európában és Észak-Amerikában honos.
Utak mentén, réteken, szántóföldeken, parkokban található meg gyakran seregesen. Májustól októberig terem. 

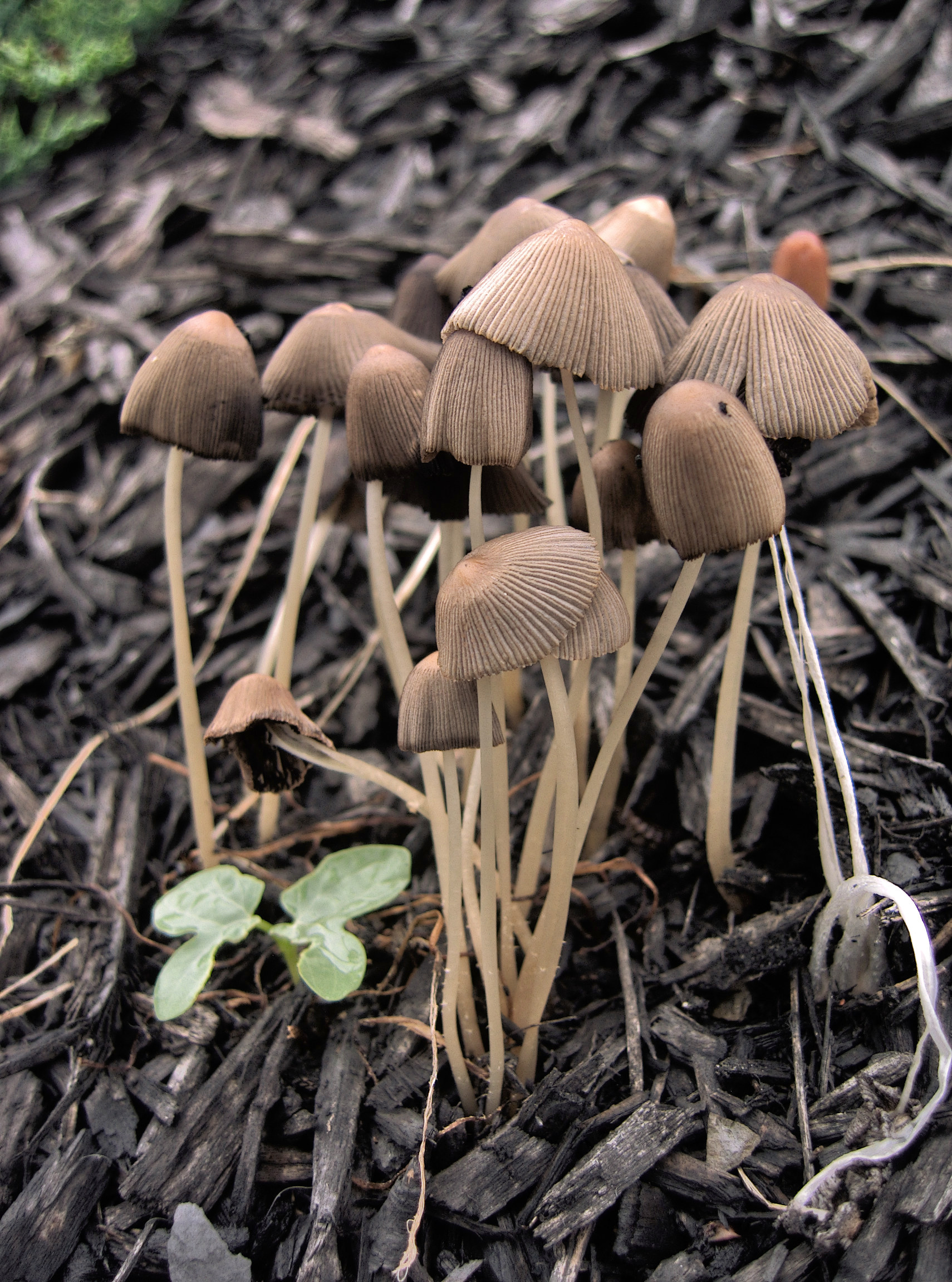
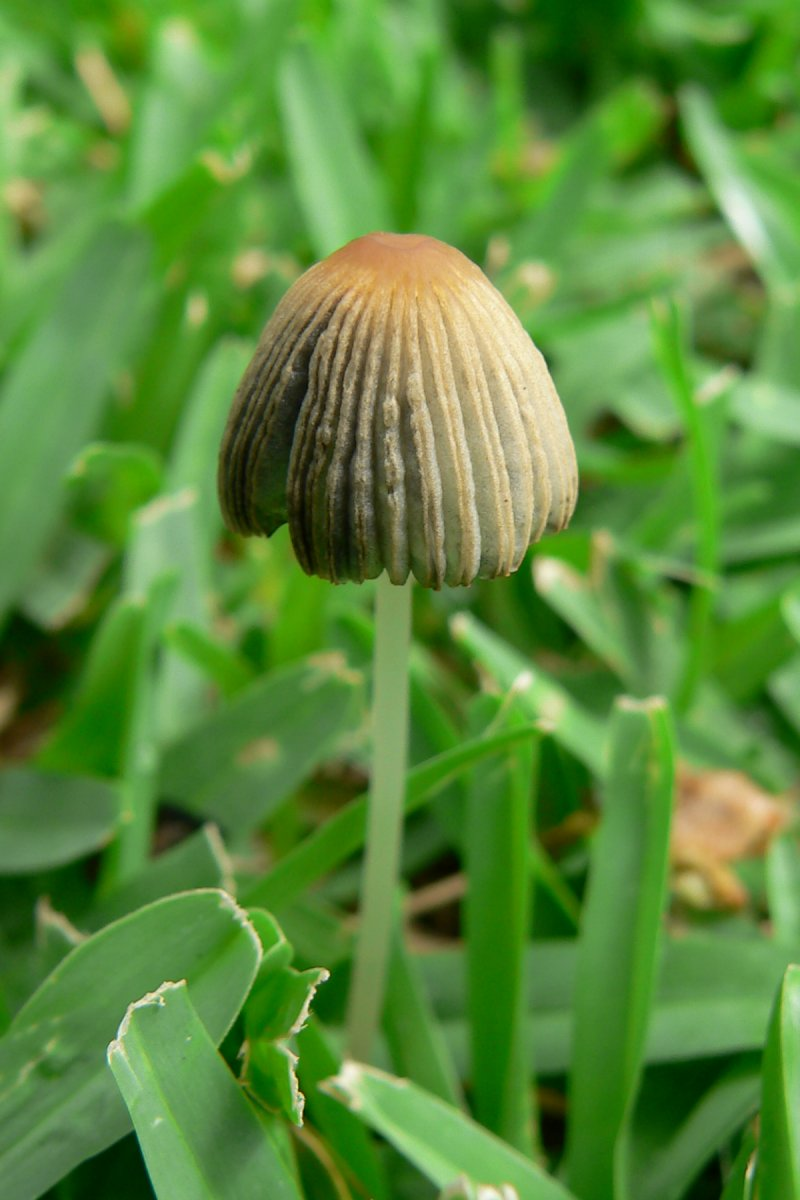
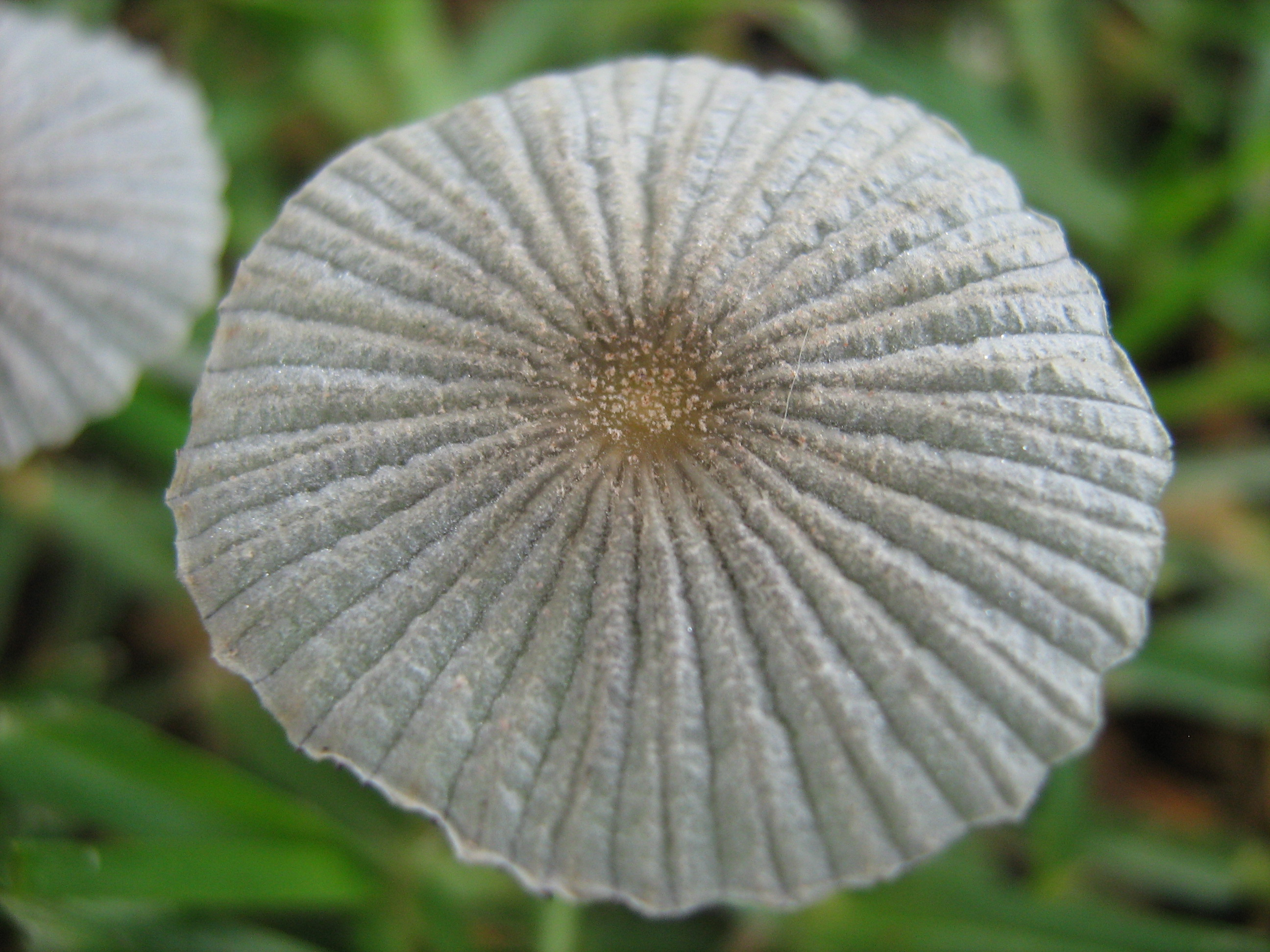
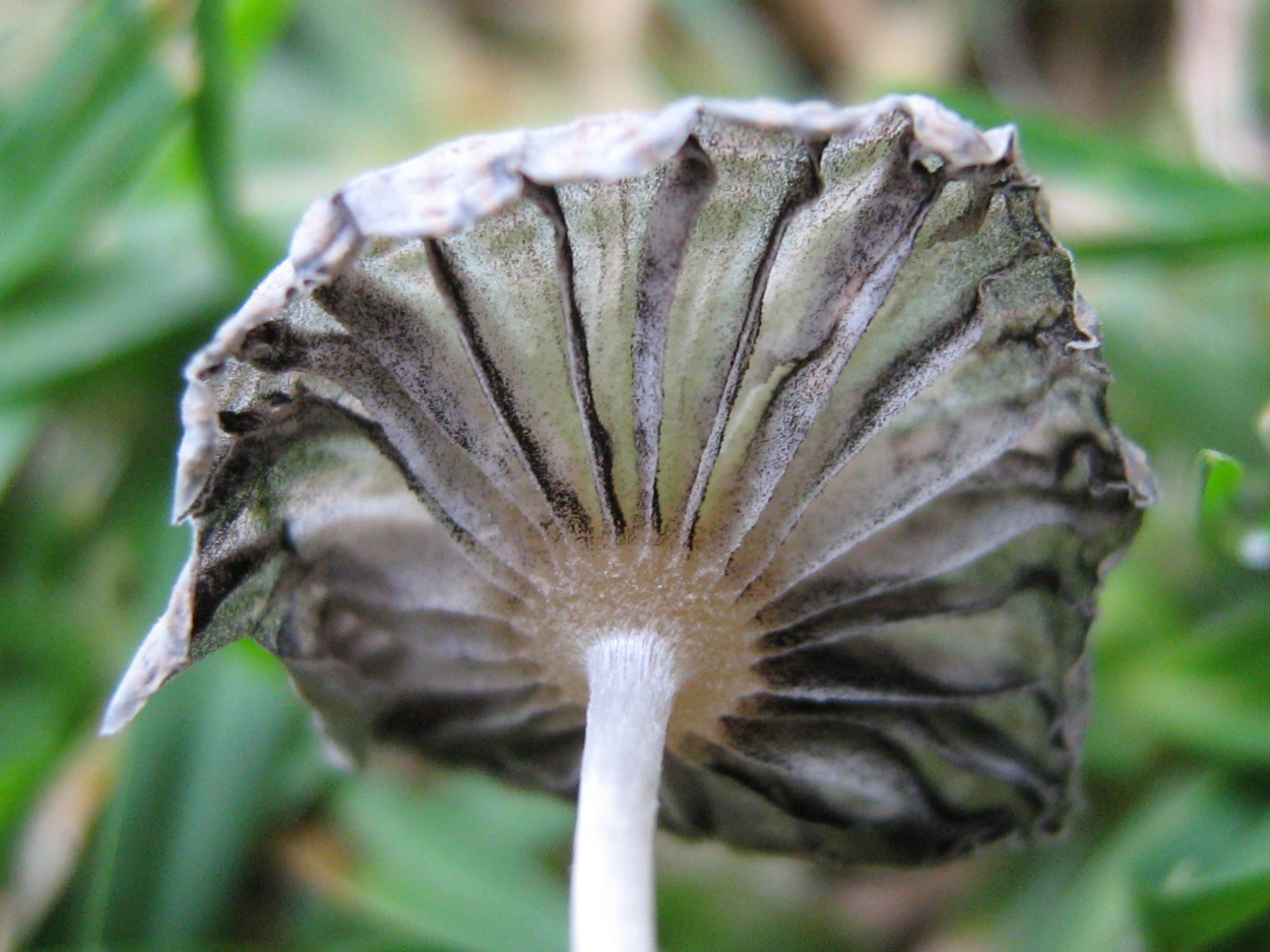
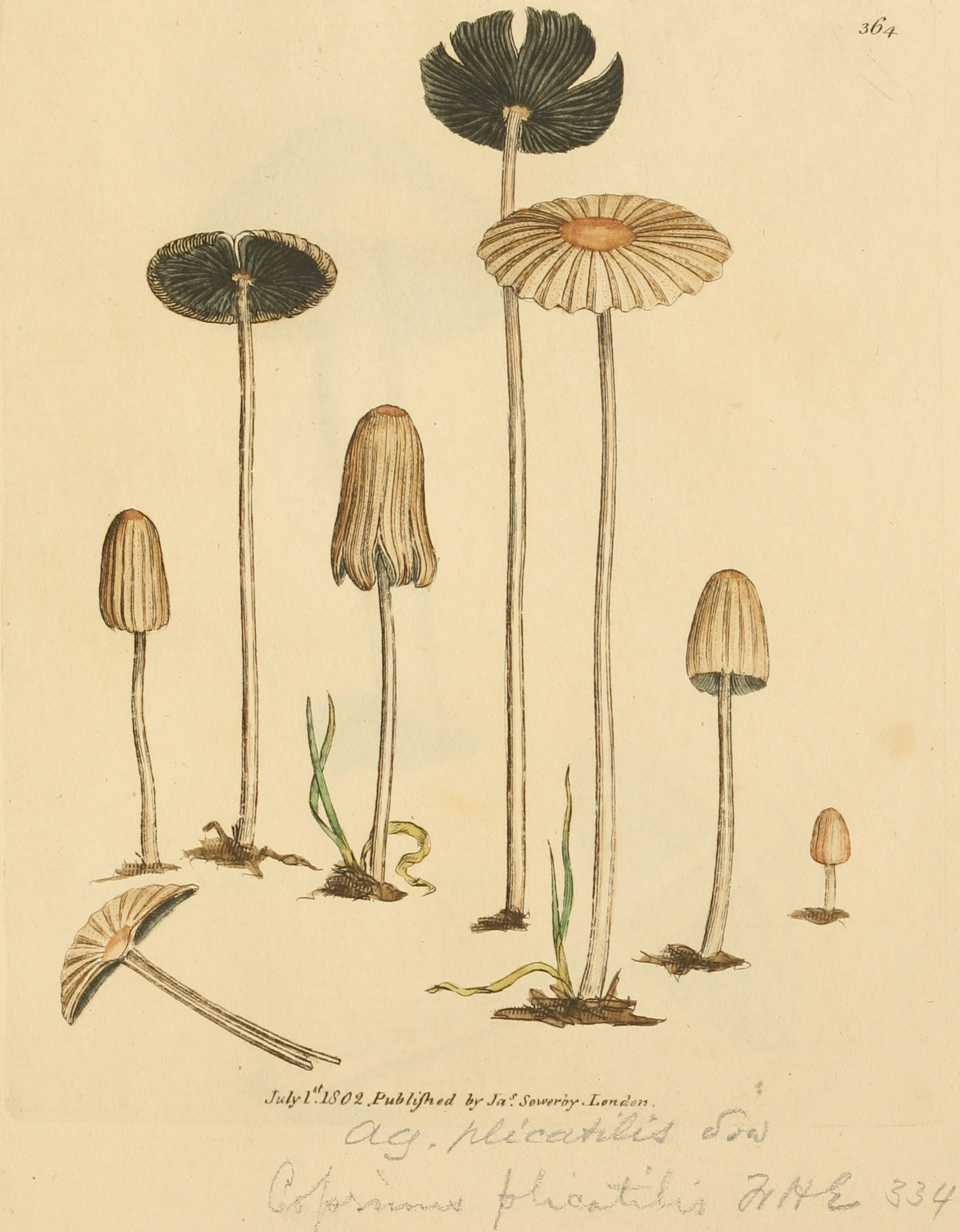

Nem ehető.  